# Jonathan Hirschi
Jonathan Hirschi, född den 2 februari 1986 i Saint-Imier är en schweizisk racerförare. 